# 斯泰法纳科尼
斯泰法纳科尼（義大利語：Stefanaconi），是意大利维博瓦伦蒂亚省的一个市镇。总面积23.23平方公里，人口2541人，人口密度109.4人/平方公里（2009年）。